# Peter Finch
Frederick George Peter Ingle Finch (n. 28 septembrie 1916, Greater London, Anglia, Regatul Unit al Marii Britanii și Irlandei – d. 14 ianuarie 1977, Beverly Hills, California, SUA) a fost un actor australian de origine britanică,  care a trăit și a activat majoritatea timpului în Statele Unite ale Americii.
Pentru rolul său memorabil din filmul Network, în care a interpretat personajul Howard Beale, un anchor de televiziune sătul de minciunile din industria de știri, a primit Premiul Oscar (post mortem), pentru cel mai bun actor al anului 1976. Pentru același rol din același film, Finch a mai primit și cel de-al cincilea Premiu BAFTA, respectiv Premiul Golden Globes. Peter Finch a fost primul din doar doi actori care au primit un Premiu Academy Award post-mortem într-o categorie de actorie, celălalt fiind un alt australian, Heath Ledger.

## Filmografie
| An   | Film                                       | Rol                                 | Note |
| ---- | ------------------------------------------ | ----------------------------------- | --- |
| 1935 | The Magic Shoes                            | Prince Charming                     | Scurtmetraj |
| 1938 | Dad and Dave Come to Town                  | Bill Ryan                           | |
| 1939 | Mr. Chedworth Steps Out                    | Arthur Jacobs                       | |
| 1941 | The Power and the Glory                    | Frank Miller                        | |
| 1941 | While There is Still Time                  | Jim                                 | Scurtmetraj de propagandă turnat pentru conducerea Australiei în cel de-Al Doilea Război Mondial. |
| 1943 | South West Pacific                         | Jim                                 | Scurtmetraj de propagandă turnat pentru conducerea Australiei în cel de-Al Doilea Război Mondial. |
| 1944 | The Rats of Tobruk                         | Peter Linton                        | |
| 1944 | Red Sky at Morning                         | Michael                             | Este considerat un film pierdut |
| 1944 | Jungle Patrol                              | Narator                             | Documentar turnat pentru conducerea Australiei în cel de-Al Doilea Război Mondial. |
| 1945 | Sons of the Anzacs                         | Narrator                            | Documentar despre armata Australiei în cel de-Al Doilea Război Mondial. |
| 1946 | A Son Is Born                              | Paul Graham                         | |
| 1946 | Indonesia Calling                          | Narator                             | |
| 1949 | Train of Events                            | Philip (segmentul The Actor)        | |
| 1949 | Eureka Stockade                            | Humffray                            | |
| 1949 | Primitive Peoples                          | Narator, camera assistant           | Documentar de trei părți despre oamenii din Arnhem Land |
| 1950 | The Miniver Story                          | Polish officer                      | First Hollywood-financed film |
| 1950 | The Wooden Horse                           | Australianul din spital             | |
| 1952 | The Story of Robin Hood and His Merrie Men | Sheriff of Nottingham               | |
| 1953 | The Heart of the Matter                    | Father Rank                         | |
| 1953 | The Story of Gilbert and Sullivan          | Richard D'Oyly Carte                | |
| 1954 | Father Brown                               | Flambeau                            | |
| 1954 | Elephant Walk                              | John Wiley                          | Primul film de Hollywood. Original cu Vivien Leigh, dar după o criză de nervi ea a fost înlocuită de Elizabeth Taylor.                                                                                              |
| 1954 | Make Me an Offer                           | Charlie                             | |
| 1954 | The Queen in Australia                     | Narator                             | documentar |
| 1955 | Josephine and Men                          | David Hewer                         | |
| 1955 | Passage Home                               | Captain Lucky Ryland                | |
| 1955 | Simon and Laura                            | Simon Foster                        | |
| 1955 | The Dark Avenger                           | Comte De Ville                      | |
| 1956 | The Battle of the River Plate              | Capt. Langsdorff, Admiral Graf Spee | |
| 1956 | A Town Like Alice                          | Joe Harman                          | BAFTA Award for Best British Actor |
| 1957 | Windom's Way                               | Alec Windom                         | Nominalizare – BAFTA Award for Best British Actor |
| 1957 | Robbery Under Arms                         | Captain Starlight                   | |
| 1957 | Bocceluța (The Shiralee)                   | Jim Macauley                        | |
| 1959 | The Nun's Story                            | Dr. Fortunati                       | Nominalizare – BAFTA Award for Best British Actor |
| 1959 | Operation Amsterdam                        | Jan Smit                            | |
| 1960 | The Trials of Oscar Wilde                  | Oscar Wilde                         | BAFTA Award for Best British Actor Moscow International Film Festival Award for Best Actor in a Leading Role |
| 1960 | Kidnapped                                  | Alan Breck Stewart                  | |
| 1960 | The Day                                    |                                     | Coscenarizat și regizat |
| 1961 | No Love for Johnnie                        | Johnnie Byrne                       | BAFTA Award for Best British Actor Silver Bear for Best Actor at the 11th Berlin International Film Festival. |
| 1961 | The Sins of Rachel Cade                    | Colonel Henry Derode                | |
| 1962 | I Thank a Fool                             | Stephen Dane                        | |
| 1963 | In the Cool of the Day                     | Murray Logan                        | |
| 1964 | First Men in the Moon                      | Bailiff's man                       | |
| 1964 | Girl with Green Eyes                       | Eugene Gaillard                     | |
| 1964 | The Pumpkin Eater                          | Jake Armitage                       | |
| 1965 | The Flight of the Phoenix                  | Capt. Harris                        | |
| 1966 | 10:30 P.M. Summer                          | Paul                                | |
| 1966 | Judith                                     | Aaron Stein                         | |
| 1967 | Come Spy with Me                           | Cameo                               | necreditat |
| 1967 | Far from the Madding Crowd                 | William Boldwood                    | National Board of Review Award for Best Actor |
| 1968 | The Legend of Lylah Clare                  | Lewis Zarken                        | |
| 1969 | The Greatest Mother of Them All            | Sean Howard                         | |
| 1969 | The Red Tent                               | General Umberto Nobile              | |
| 1971 | Sunday Bloody Sunday                       | Dr. Daniel Hirsh                    | BAFTA Award for Best Actor in a Leading Role National Society of Film Critics Award for Best Actor Nominalizare – Academy Award for Best Actor Nominated – Golden Globe Award for Best Actor – Motion Picture Drama |
| 1972 | Something to Hide                          | Harry Field                         | |
| 1973 | England Made Me                            | Erich Krogh                         | |
| 1973 | Bequest to the Nation                      | Adm. Lord Horatio Nelson            | |
| 1973 | Lost Horizon                               | Richard Conway                      | |
| 1974 | The Abdication                             | Cardinal Azzolino                   | |
| 1976 | Network                                    | Howard Beale                        | Academy Award for Best Actor BAFTA Award for Best Actor in a Leading Role Golden Globe Award for Best Actor – Motion Picture Drama                                                                                  |
| 1977 | Raid on Entebbe                            | Yitzhak Rabin                       | Film TV Nominalizare – Emmy Award for Outstanding Lead Actor – Miniseries or a Movie |